# Payandeh Bada Iran
"'
"Pâyande Bâdâ Irân" (tiếng Ba Tư: پاینده بادا ایران, phát âm tiếng Ba Tư: [pʰɒːjænˈde bɒːdɒː ʔiːˌɾɒːn]) là cựu quốc ca của nước Cộng hòa Hồi giáo Iran. Nó được sáng tác bởi Abolghasem Halat và được chấp nhận sau khi thành lập nền Cộng hòa Hồi giáo, thay thế Ey Iran, được sử dụng như quốc ca trên thực tế trong thời kỳ chuyển tiếp. Nó được sử dụng cho đến năm 1990, khi quốc ca hiện tại của Iran được thông qua.

## Lời bài hát

### Lời chính thức bằng tiếngBa Tư
| Nguyên bản | Chuyển ngữ Latinh | Phiên âm IPA |
| شُد جمهوری اسلامی به پا که هم دین دهد هم دنیا به ما از انقلاب ایران دِگر کاخ ستم گشته زیر و زِبَر تصویر آینده ما، نقش مراد ماست شور سلحشوری ما، ایمان و اتحاد ماست شام سیاه سختی گذشت خورشید بخت ما تابنده گشت یاریگر ما دست خداست ما را در این نبرد او رهنماست در سایهٔ قرآن جاودان پاینده بادا ایران آزادی چو گل ها در خاک ما شکفته شد از خون پاک ما ایران فرستد با این سرود رزمندگان وطن را درود آیین جمهوری ما پشت و پناه ماست سود سلحشوری ما آزادی و رفاه ماست شام سیاه سختی گذشت خورشید بخت ما تابنده گشت در سایهٔ قرآن جاودان پاینده بادا ایران | Šod jomhuriye eslâmi be pâ Ke ham din dahad ham donyâ be mâ Az enqelâbe Irân degar Kâxe setam gašte ziro zebar Tasvire âyandeye mâ, naqše morâde mâst Niruye pâyandeye mâ, imâno ettehâde mâst Yârigare mâ daste xodâst Mâ râ dar in nabard u rahnamâst Dar sâyeye Qor’ân jâvedân Pâyande bâdâ Irân! Âzâdi co golhâ dar xâke mâ Šekofte šod az xune pâke mâ Irân ferestad bâ in sorud Razmandegâne vatan râ dorud Âyine jomhuriye mâ Pošto panâhe mâst Sude salahšuriye mâ Âzâdiyo refâhe mâst Šâme siyâhe saxti gozašt Xoršide baxte mâ tâbande gašt Dar sâyeye Qor’ân jâvedân Pâyande bâdâ Irân! | [ʃod dʒomhuːɾiːje eslɒːmiː be pɒː] [ke hæm diːn dæhæd hæm donjɒː be mɒː] [ʔæz ʔenɢelɒːbe ʔiːɾɒːn degæɾ] [kɒːxe setæm gæʃte ziːɾo zebæɾ] [tæsviːɾe ʔɒːjændeje mɒː \|] [naxʃe moɾɒːde mɒːst] [niːɾuːje pɒːjændeje mɒː \|] [ʔiːmɒːno ʔettehɒːde mɒːst] [jɒːɾigæɾe mɒː dæste xodɒːst] [mɒː rɒː dæɾ ʔiːn næbæɾd ʔuː ræhnæmɒːst] [dæɾ sɒːjeje ɢoɾʔɒːn dʒɒːvedɒːn] [pɒːjænde bɒːdɒː ʔiːɾɒːn ǁ] [ʔɒːzɒːdiː tʃo golhɒː dæɾ xɒːke mɒː] [ʃekofte ʃod ʔæz xuːne pɒːke mɒː] [ʔiːɾɒːn feɾestæd bɒː ʔiːn soɾuːd] [ræzmændegɒːne vætæn rɒː doɾuːd] [ʔɒːjiːne dʒomhuːɾiːje mɒː] [poʃto pænɒːhe mɒːst] [suːde sælæhʃuːɾiːje mɒː] [ʔɒːzɒːdiːjo refɒːhe mɒːst] [ʃɒːme siːjɒːhe sæxtiː gozæʃt] [xoɾʃiːde bæxte mɒː tɒːbænde gæʃt] [dæɾ sɒːjeje ɢoɾʔɒːn dʒɒːvedɒːn] [pɒːjænde bɒːdɒː ʔiːɾɒːn ǁ] |

### Lược dịch tiếng Việt
Nước Cộng hòa Hồi giáo đã được dựng nên,

Cho niềm tin của chúng ta và thế giới.

Với cuộc Cách mạng Hồi giáo

Thành trì áp bức đã sụp đổ.

Hình ảnh tương lai của chúng ta 

Là vai trò và mong muốn của chúng ta.

Sức mạnh và lòng kiên cường 

Là niềm tin và thống nhất của chúng ta.

Trong bàn tay của đấng Allah.

Người dẫn dắt chúng ta qua mỗi trận chiến.

Dưới sự hướng dẫn của kinh Qur’ān

Iran bền vững mãi muôn đời!

Tự do, như những bông hoa nở 

Bởi dòng máu thuần khiết của chúng ta

Iran gửi bài quốc ca này

Chào mừng những chiến binh của Tổ quốc

Tôn giáo của Cộng hòa chúng ta

Là sự ủng hộ và chở che

Khích lệ lòng dũng cảm của chúng ta

Là tự do và hạnh phúc của chúng ta

Bóng tối tai ương đã qua đi

Và mặt trời thịnh vượng đã rực sáng

Dưới sự hướng dẫn của kinh Qur’ān

Iran bền vững mãi muôn đời!